# Ooze
Ooze: Als die Geister mürbe wurden ist ein Textadventure des deutschen Entwicklerstudios Dragonware Games, das 1988 von Ariolasoft für die Heimcomputer Commodore Amiga und Atari ST sowie MS-DOS-Computer veröffentlicht wurde. Die übersetzte Version für den englischen Markt erschien ein Jahr später unter dem Titel Ooze: Creepy Nites.

## Handlung
Ooze ist eine satirische Hommage an das Horror-Genre. Der Spieler übernimmt die Rolle des US-Amerikaners Ham Burger, der von seinem Onkel Cheez Burger ein Haus im englischen Dörfchen Denborough vermacht bekommt. Ham reist nach England und muss feststellen, dass das Anwesen von neun Geistern bewohnt wird, die möglicherweise seinen Onkel getötet haben. Besagte Geister stehen unter der Herrschaft eines tyrannischen Wesens namens Ooze. Aufgabe des Spielers ist es, Ooze zu vernichten. Die von Ooze unterdrückten Hausgeister stehen dem Spieler zunächst feindlich gegenüber, und dieser muss sich erst ihren Respekt verdienen, bevor er sich daran machen kann, Ooze in seinem Gewölbe unter dem Anwesen aufzuspüren.

## Spielprinzip und Technik
Ooze ist ein Textadventure, das heißt, Umgebung und Geschehnisse werden als Bildschirmtext ausgegeben und die Visualisierung obliegt zum größten Teil der Fantasie des Spielers. Im Gegensatz zu klassischen Textadventures, die über keinerlei grafische Ausschmückung verfügen, wartet Ooze mit einem Bild der jeweiligen Umgebung auf. Dieses nimmt standardmäßig etwa 80 % des Bildschirms ein, lediglich die unteren 20 % dienen der Textaus- und -eingabe; der Bildanteil kann allerdings mit der Maus verkleinert werden, sodass auch längere Texte am Stück lesbar sind. Insgesamt verfügt Ooze über ca. 80 Räumlichkeiten, von denen ca. 30 mit einer Grafik versehen sind. Der Parser des Spiels, der die Spielereingaben analysiert, hat einen Umfang von etwa 1500 Wörtern, was deutlich mehr ist, als beispielsweise Infocoms Z-machine leistet. Der Umfang ist allerdings der Komplexität der deutschen Sprache geschuldet; qualitativ wurde der Dragonware-Parser in der Fachpresse schlechter als der vergleichbarer Firmen aus dem angloamerikanischen Raum bewertet.
Die Versionen für Amiga und Atari ST verfügen über eine Titelmelodie sowie Soundeffekte, die Schlüsselszenen untermalen.
Ooze verfügt über ein ungewöhnliches System eingebauter Spielhilfen: Der Spieler kann jederzeit einen Geist namens Murx herbeirufen, der dem Spieler ein Rätsel aufgibt und ihm bei korrekter Lösung desselben in seiner aktuellen Spielsituation weiterhilft.

## Produktionsnotizen
Ooze ist der zweite Teil einer inhaltlich nicht zusammenhängenden Adventuretrilogie des Designers Guido Henkel. Der erste Teil, Hellowoon, war eines der ersten kommerziellen deutschen Textadventures mit professioneller Grafik. Der dritte Teil, Drachen von Laas, stammt wie auch Ooze vom Autorenduo Guido Henkel und Hans-Jürgen Brändle, die zuvor Dragonware in Attic Entertainment Software umfirmiert hatten und mit dieser Firma selbst als Publisher auftraten. Ooze war Auslöser für die Gründung von Attic, da Henkel und Brändle unzufrieden mit dem Publishingvertrag mit Ariolasoft waren.
Ooze kopiert einige Ideen der Textadventures des damaligen Branchenprimus Infocom. Neben einigen Spezialbefehlen für die Spielsteuerung betrifft dies auch das Handbuch, das im Stile der Infocom-Handbücher das Transkript eines fiktiven Spiels wiedergibt, um die grundlegende Funktionsweise eines Textadventures aufzuzeigen. Eine weitere Parallele sind die „Feelies“ in der Spielverpackung, extra für das Spiel hergestellte Gegenstände, die einen Bezug zur Spielwelt haben und so die Immersion in das Spiel fördern sollen. Im Falle von Ooze lagen der Verpackung ein Brief des englischen Anwalts mit einem Anschreiben und der Todesurkunde von Cheez Burger sowie dessen Tagebuch über einen Zeitraum von zwei Wochen vor seinem Tod bei.
Eine Commodore-64-Version des Spiels wurde seitens des Publishers angekündigt und beworben. Trotz einer Vorschau im deutschen Computermagazin Compute Mit, die möglicherweise auf der Amiga-Version des Spiels beruhte, erschien die C64-Version nie. Musik und Soundeffekte von Ooze wurden von Guido Henkel selbst beigesteuert. Henkel, ein passabler Gitarrist, zeichnete in einigen seiner späteren Spiele wie Jagged Alliance: Deadly Games oder Herrscher der Meere auch für die Musik verantwortlich. Die Soundeffekte in Ooze erzeugten allerdings noch gemischte Kritik; das Magazin Commodore User notierte eine „lebhafte“ Titelmelodie und „passende“ Effekte, das SynTax-Magazin fühlte sich hingegen beispielsweise beim Seufzen umherziehender Geister an „eine Gruppe halb erwürgter Katzen“ erinnert.
Hans-Jürgen Brändle verstarb am 12. Mai 2005 in Las Vegas.

## Rezeption
In der Power Play lobte Anatol Locker den Parser und die Textquantität des Spiels, das „das beste deutsche Adventure [sei], das im Moment zu haben“ sei. Sein Kollege Heinrich Lenhardt sah in Ooze zwar ein „für deutsche Verhältnisse […] Spitzen-Adventure“, sah aber Rückstände gegenüber dem Parser von Infocom und den Grafiken von Magnetic Scrolls. Das deutsche Magazin Compute Mit lobte Grafiken, Texte und Atmosphäre des Spiels und kritisierte lediglich einige Logiklücken des Parsers. Die Happy Computer bezeichnete Ooze trotz leichter Schwächen als das „bislang beste deutschsprachige Adventure“. Das Fachmagazin SynTax äußerte sich positiv über die Grafik des Spiels, bemängelte aber „entsetzliche Wortspiele“, einen störrischen Parser, obskure Rätsel und überlange Raumbeschreibungen, in denen man wichtige Details leicht übersähe und die in ihrer Ausführlichkeit auch nicht zur Atmosphäre beitrügen. Commodore User kritisierte die gewollt humorvollen und sarkastisch bis beleidigenden Kommentare des Parsers bei nicht verarbeitbaren Eingaben, die dem Magazin zufolge unangemessen wären, wenn ein Parser, so wie der von Ooze, viele gängige Eingaben nicht verstehe. Insgesamt fielen die Urteile der deutschsprachigen Fachpresse positiver aus als die der englischsprachigen.